# Neohesperidine dihydrochalcon
Neohesperidine dihydrochalcon (E959) is een zoetstof die gemaakt wordt uit neohesperidine, een natuurlijk product gehaald uit citrusvruchten. Het is 1000 maal zoeter dan sacharose. Het is een laagcalorische zoetstof en smaakversterker. Het wordt geproduceerd door het hydrogeneren van neohesperidine, een flavonoïde dat van nature voorkomt in bittere sinaasappels.

## Relatieve zoetkracht
Neohesperidine dihydrochalcon is 1500 tot 1800 keer zoeter dan suiker op smaakdetectieniveau. Op praktisch gebruiksniveau is dit ongeveer 400 à 600 keer.

## Structuur en metabolisme
Neohesperidine dihydrochalcon is een flavonoïde dihydrochalcon. Hoewel het als zodanig nog niet in de natuur is gevonden, komen qua structuur vergelijkbare flavonoïden (en hun corresponderende dihydrochalconen) in veel planten voor. Na consumptie wordt neohesperidine dihydrochalcon nauwelijks door het lichaam opgenomen, omdat het zeer slecht oplosbaar is in water. Het wordt wel gemetaboliseerd door de darmflora. Dit geeft dezelfde of vergelijkbare afbraakproducten als de overeenkomstige, van nature voorkomende producten.